# Alexandre Schaumasse
Alexandre Schaumasse (Saint-Quay-Portrieux, 3 de maio de 1882 – Nice, 1958) foi um astrônomo francês, descobridor de cometas e asteroides.
Suas descobertas incluem o cometa periódico 24P/Schaumasse, e os dois cometas não-periódicos C/1913 J1 (Schaumasse) ou 1913 II, e C/1917 H1 (Schaumasse) ou 1917 II. Também descobriu dois asteroides, 971 Alsatia e 1114 Lorraine, em 1921 e 1928, respectivamente.
Gaston Fayet, diretor do Observatório de Nice, deu-lhe a responsabilidade de Chercheur de comètes (pesquisador e cometas), um refrator de 25 cm (F/D 7.2) oferecido pela Alemanha à França após a Primeira Guerra Mundial. Contudo, ele parece não ter jamais utilizado este instrumento, devido sua "abundância de aberrações", de acordo com o astrônomo Robert Jonckhèere. Os dois instrumentos que ele mais utilizou foram o Grand Equatorial Coudé (com o qual registrou a maior parte de suas observações), e o Petit Equatorial (atual luneta Charlois).
Foi gravemente ferido em 1914 quando servindo no Exército de Terra Francês durante a Primeira Guerra Mundial, e passou no mínimo uma ano em um hospital.
Recebeu o Prêmio Valz de 1917 da Académie des Sciences. Recebeu o Prêmio Lalande de 1943.
O edifício que abriga a Chercheur de comètes, construído em 1931, agora leva seu nome (Schaumasse dome). O asteroide interno 1797 Schaumasse foi nomeado em sua homenagem.
| 971 Alsatia   | 23 de novembro de 1921 | MPC |
| 1114 Lorraine | 17 de novembro de 1928 | MPC |